# Секвоја (кујунџија)
Секвоја (ᏍᏏᏉᏯ Ssiquoya, или ᏎᏉᏯ це-куо-ја, написано на Чирокију.; на енглеском језику Џорџ Гист или Џорџ Гес) (око1770—1843), био ковач племена Чероки. У 1821. години је завршио састављање азбуке племена Чироки, чинећи читање и писање могућим на том језику. То је био један од ретких случајева у историји да је члан пре-образованих људи створио оригиналан, ефикасан систем писма (други пример — Шонг Лиу Јанг). Секвојино писмо се усваја 1825. године.